# دندان اضافه
دندان‌های اضافه یا بیش‌دندانی (به انگلیسی: Hyperdontia) به وضعیت داشتن دندان‌های اضافی یا دندان‌هایی گفته می‌شود که علاوه بر تعداد دندان‌های معمولی (۳۲ در بزرگسالان متوسط) ظاهر شوند. آنها می‌توانند در هر ناحیه از کمان دندانی پدیدار شوند و می‌توانند هر اندام دندانی را تحت تأثیر قرار دهند. نقطه مقابل بیش‌دندانی کم‌دندانی است که در آن کمبود مادرزادی دندان وجود دارد، که بیشتر از هیپردنشیا دیده می‌شود. تعریف علمی بیش‌دندانی عبارت است از «هر دندان یا ساختار دندانی که از میکروب دندان بیش از تعداد معمول برای هر ناحیه معینی از قوس دندانی ایجاد شود.» دندان‌های اضافی، که ممکن است کم یا زیاد باشند، می‌توانند در هر مکانی از کمان دندانی ایجاد شوند. آرایش آنها ممکن است متقارن یا نامتقارن باشد.